# Jennifer Beals

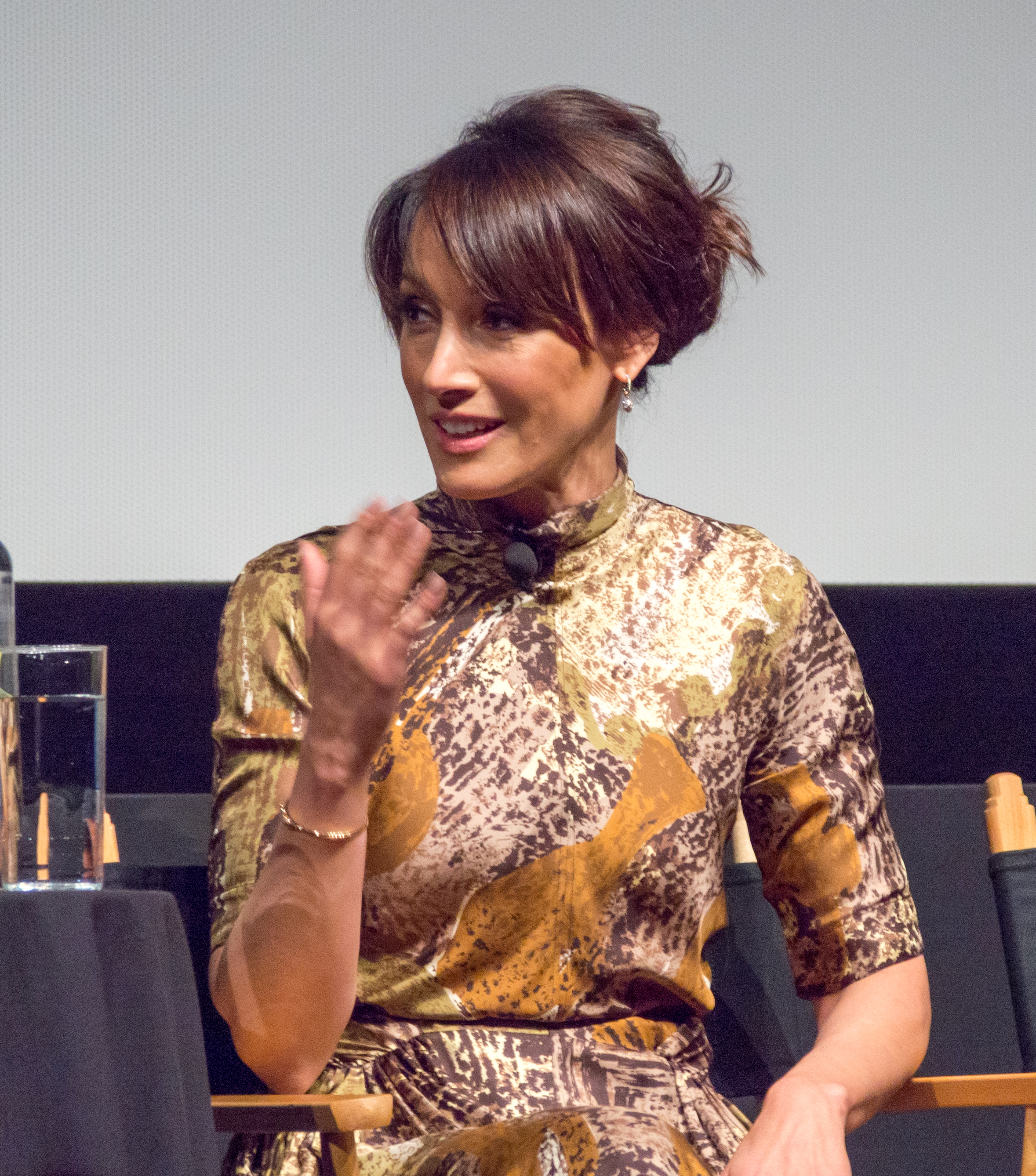
Jennifer Beals beim Tribeca Film Festival, 2018

Jennifer Beals (* 19. Dezember 1963 in Chicago, Illinois) ist eine US-amerikanische Schauspielerin, die 1983 als Darstellerin in dem Film Flashdance bekannt wurde.

## Leben und Werk
Jennifer Beals ist die Tochter eines afro-amerikanischen Supermarktbesitzers und einer Lehrerin irisch-amerikanischer Abstammung; ihr Vater starb, als sie neun Jahre alt war. Sie wuchs in Chicago auf und nahm bis zu ihrem Highschool-Abschluss Unterricht an der Goodman School of Drama an der DePaul University.
1983 erhielt Beals an der Yale University in Connecticut einen Studienplatz für Amerikanistik und Amerikanische Literatur; einer ihrer Kommilitonen war David Duchovny. Im selben Jahr erhielt sie als eine von über 4000 Bewerberinnen die Hauptrolle der Alex Owens in dem Film Flashdance, für die sie 1984 den Image Award gewann und zudem für einen Golden Globe nominiert war. Damit gelangte sie zu internationalem Ruhm, was sie jedoch nicht davon abhielt, ihr Studium in Yale 1987 mit Auszeichnung zu beenden. In den Semesterferien und auch nach dem Studium spielte sie in vielen kleineren Produktionen wie zum Beispiel Wishful Thinking mit.
Großen Erfolg hatte Beals mit der in den Jahren 2004 bis 2009 ausgestrahlten Serie The L Word – Wenn Frauen Frauen lieben, in der sie in der Hauptrolle der Bette Porter die afro-amerikanische Kuratorin eines Museums in Los Angeles verkörperte. Seit 2019 ist sie auch in der Fortsetzung The L Word: Generation Q zu sehen. 2005 war Beals für diese Rolle für den Satellite Award nominiert, 2007 in der Kategorie Beste Schauspielerin in einem TV-Drama für einen NAACP Image Award. 2005 drehte sie den Horrorfilm Der Fluch – The Grudge 2, 2006 den Thriller Troubled Waters. Im Anschluss folgten weitere Film- und Fernsehrollen. Seit 2017 war sie in Taken – Die Zeit ist dein Feind zu sehen. Ihr Schaffen umfasst ca. 80 Produktionen.

### Privatleben
Beals war von 1986 bis 1996 mit dem Regisseur und Autor Alexandre Rockwell verheiratet, die Ehe war kinderlos. 1998 heiratete sie den kanadischen Filmtechniker Ken Dixon. Das Paar hat eine gemeinsame Tochter (* 2005) sowie zwei Kinder aus Dixons erster Ehe.
Beals ist seit über dreißig Jahren mit der Oscar-Preisträgerin Marlee Matlin befreundet, deretwegen sie die Gebärdensprache erlernte. Eine weitere Freundschaft unterhält sie mit dem Regisseur und Filmproduzenten Quentin Tarantino, mit dem sie 1995 in dem Film Four Rooms zu sehen war.

## Filmografie (Auswahl)
- 1980: My Bodyguard
- 1983: Flashdance
- 1985: Die Braut (The Bride)

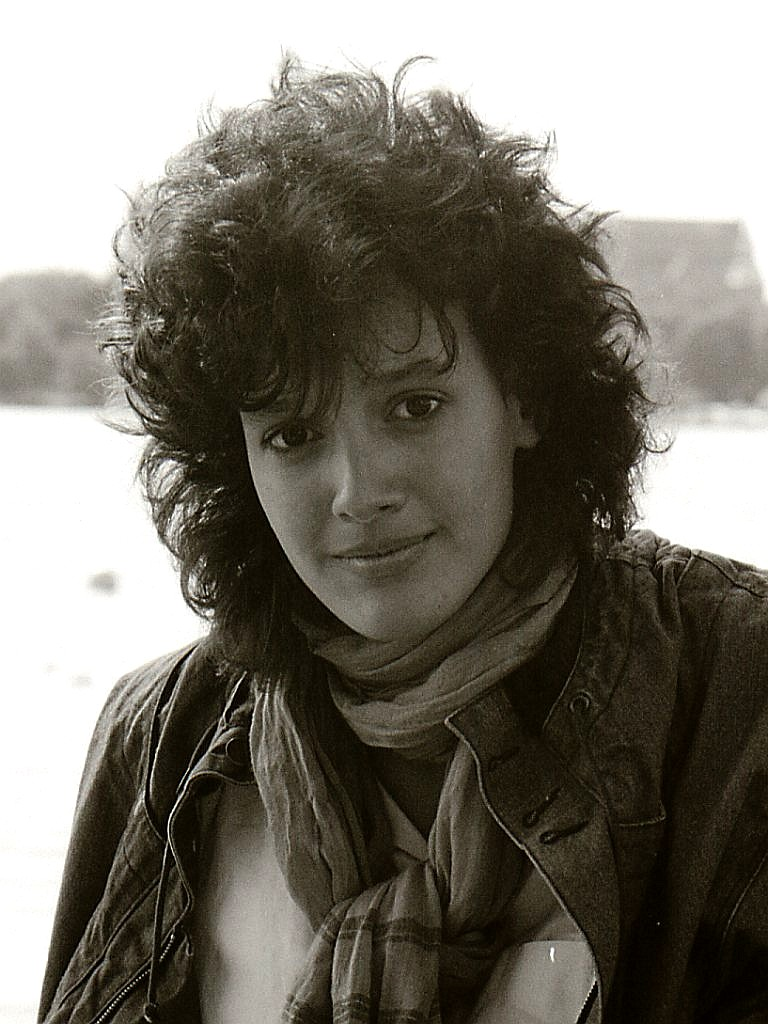
Jennifer Beals, 1983

- 1988: Die Partie seines Lebens (La partita)
- 1989: Vampire’s Kiss
- 1989: Sons
- 1989: Split Decisions
- 1990: Dr. M (Docteur M)
- 1990: La Madonne et le dragon
- 1991: Blood and Concrete
- 1992: In the Soup – Alles Kino (In the Soup)
- 1992: Le Grand Pardon II
- 1992: Indecency
- 1992: Malibu Road (Fernsehserie, 6 Episoden)
- 1992: Terror Stalks the Class Reunion
- 1993: Liebes Tagebuch… (Caro diario)
- 1994: Dead on Sight
- 1994: Mrs. Parker und ihr lasterhafter Kreis (Mrs. Parker and the Vicious Circle)
- 1995: Teufel in Blau (Devil in a Blue Dress)
- 1995: Let It Be Me
- 1995: Four Rooms
- 1997: Wishful Thinking
- 1997: Twilight of the Golds
- 1998: Last Days of Disco – Nachts wird Geschichte gemacht (The Last Days of Disco)
- 1998: Körper und Geist (Body and Soul)
- 1998: God’s Army II – Die Prophezeiung (The Prophecy II)
- 1998: The Spree
- 1999: Something More
- 2000: Militia
- 2000: Turbulence 2 (Fear of Flying)
- 2000: A House Divided (Fernsehfilm)
- 2000: Without Malice
- 2001: Beziehungen und andere Katastrophen (The Anniversary Party)
- 2001: Neben der Spur (Out of Line)
- 2001: Feast of All Saints (Fernsehfilm)
- 2002: 13 Moons
- 2002: Sex für Anfänger (Roger Dodger)
- 2002: They Shoot Divas, Don’t They?
- 2003: Das Urteil – Jeder ist käuflich (Runaway Jury)
- 2004: Frasier (Fernsehserie, 2 Episoden)
- 2004: Mission: Possible – Diese Kids sind nicht zu fassen! (Catch That Kid)
- 2004–2009: The L Word – Wenn Frauen Frauen lieben (The L Word, Fernsehserie, 70 Episoden)
- 2005: Desolation Sound
- 2005: Break a Leg
- 2006: Der Fluch – The Grudge 2 (The Grudge 2)
- 2006: Troubled Waters
- 2007: Law & Order (Fernsehserie, Episode: Charity Case)
- 2007: My Name is Sarah (Fernsehfilm)
- 2009: Die Schachspielerin (Joueuse)
- 2009: Lie to Me (Fernsehserie, 6 Episoden)
- 2010: The Book of Eli
- 2011: The Chicago Code (Fernsehserie, 13 Episoden)
- 2012: Castle (Fernsehserie, Episoden 4x15 Pandora, 4x16 Der Auslöser)
- 2012–2013: The Mob Doctor (Fernsehserie, 4 Episoden)
- 2012–2013: Lauren (Internetserie, 10 Episoden)
- 2013: Cinemanovels
- 2014: Motive (Fernsehserie, Episode: They Made Me a Criminal)
- 2015: Proof (Fernsehserie, 10 Episoden)
- 2015: Die unglaubliche Geschichte der Ariana Berlin (Full Out)
- 2016: Manhattan Nocturne – Tödliches Spiel (Manhattan Night)
- 2016–2017: The Night Shift (Fernsehserie, 7 Episoden)
- 2017: Wenn du stirbst, zieht dein ganzes Leben an dir vorbei, sagen sie (Before I Fall)
- 2017: The Last Tycoon (Fernsehserie, 3 Episoden)
- 2017–2018: Taken – Die Zeit ist dein Feind (Taken, Fernsehserie, 26 Episoden)
- 2018: White Orchid
- 2019: After Passion (After)
- 2019: Swamp Thing (Fernsehserie, 9 Episoden)
- 2019–2023: The L Word: Generation Q (Fernsehserie, 28 Episoden)
- 2021–2022: Das Buch von Boba Fett (The Book of Boba Fett, Fernsehserie, 4 Episoden)
- 2022: Ich. Bin. So. Glücklich. (Luckiest Girl Alive)
- 2022: Law & Order: Organized Crime (Fernsehserie, 5 Episoden)

## Auszeichnungen
- 2005: Golden Gate Award (GLAAD Media Awards)
- 1998: Golden Satellite Award (Best Performance by an Actress in a Miniseries or a Motion Picture Made for Television für „The Twilight of the Golds“)
- 1986: Nominierung für die Goldene Himbeere (Schlechteste Schauspielerin für „Die Braut“)
- 1984: Image Award (Outstanding Lead Actress in a Motion Picture für „Flashdance“)
- 1984: Nominierung für einen Golden Globe (Best Performance by an Actress in a Motion Picture – Comedy/Musical für „Flashdance“)
- 1984: Jupiter (Beste Darstellerin)